# Brejo Grande
Brejo Grande es un municipio brasileño localizado en el extremo nordeste del estado de Sergipe, en zona de planicies litoraleñas, a la vera del río São Francisco. 
El 2 de octubre de 1926 fue separado de Villa Nueva y elevado a la categoría de ciudad, con la denominación de Sao Francisco; en 1943 pasó a llamarse Parapitinga y en 1954 paso a denominarse Brejo Grande.

## Geografía
El municipio tiene uno de los menores IDH del Brasil y el 3° menor del Estado. Posee una temperatura media anual de 26 °C y una precipitación media de lluvias de 1200mm/año.